# Polen under andra världskriget

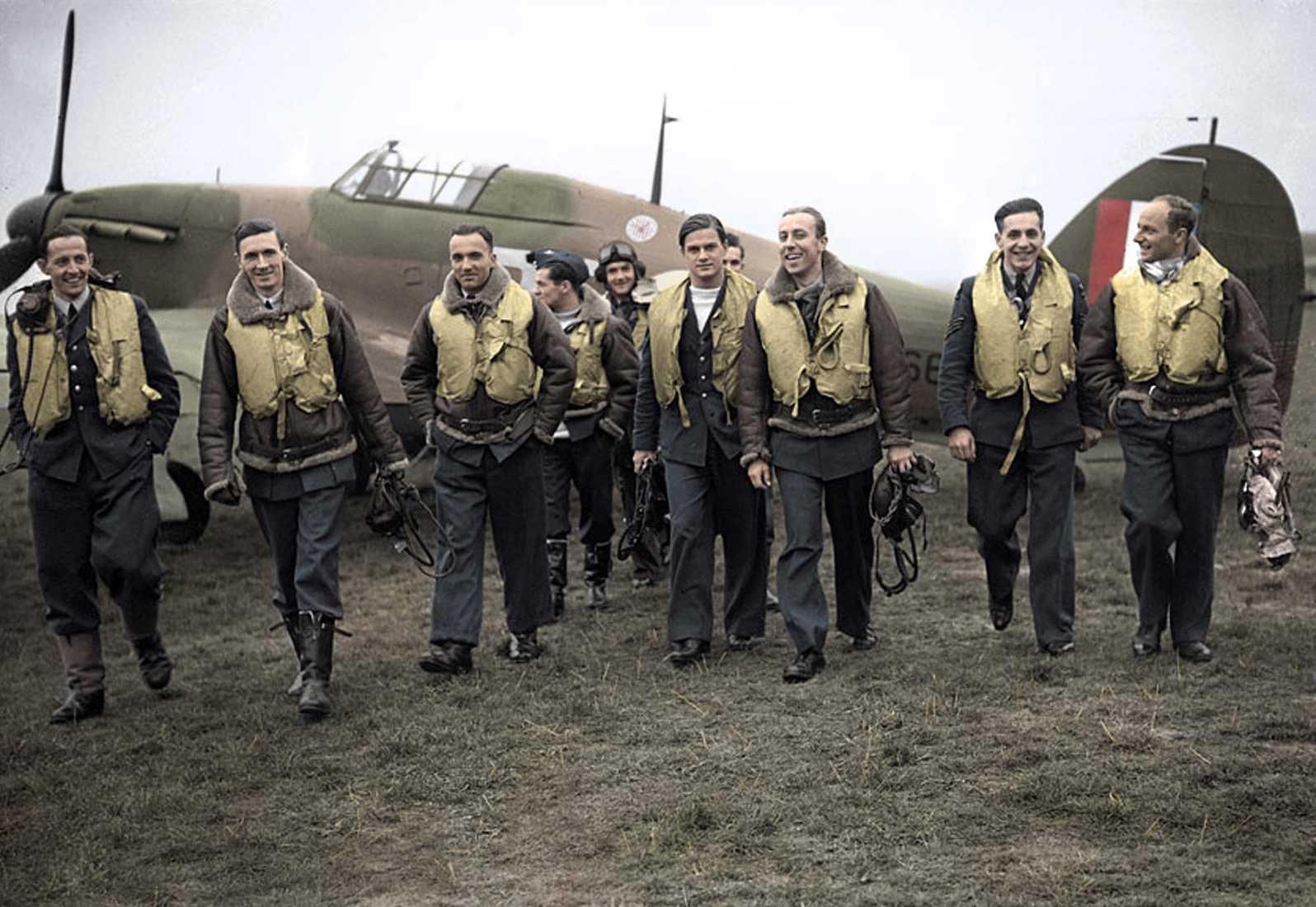
303

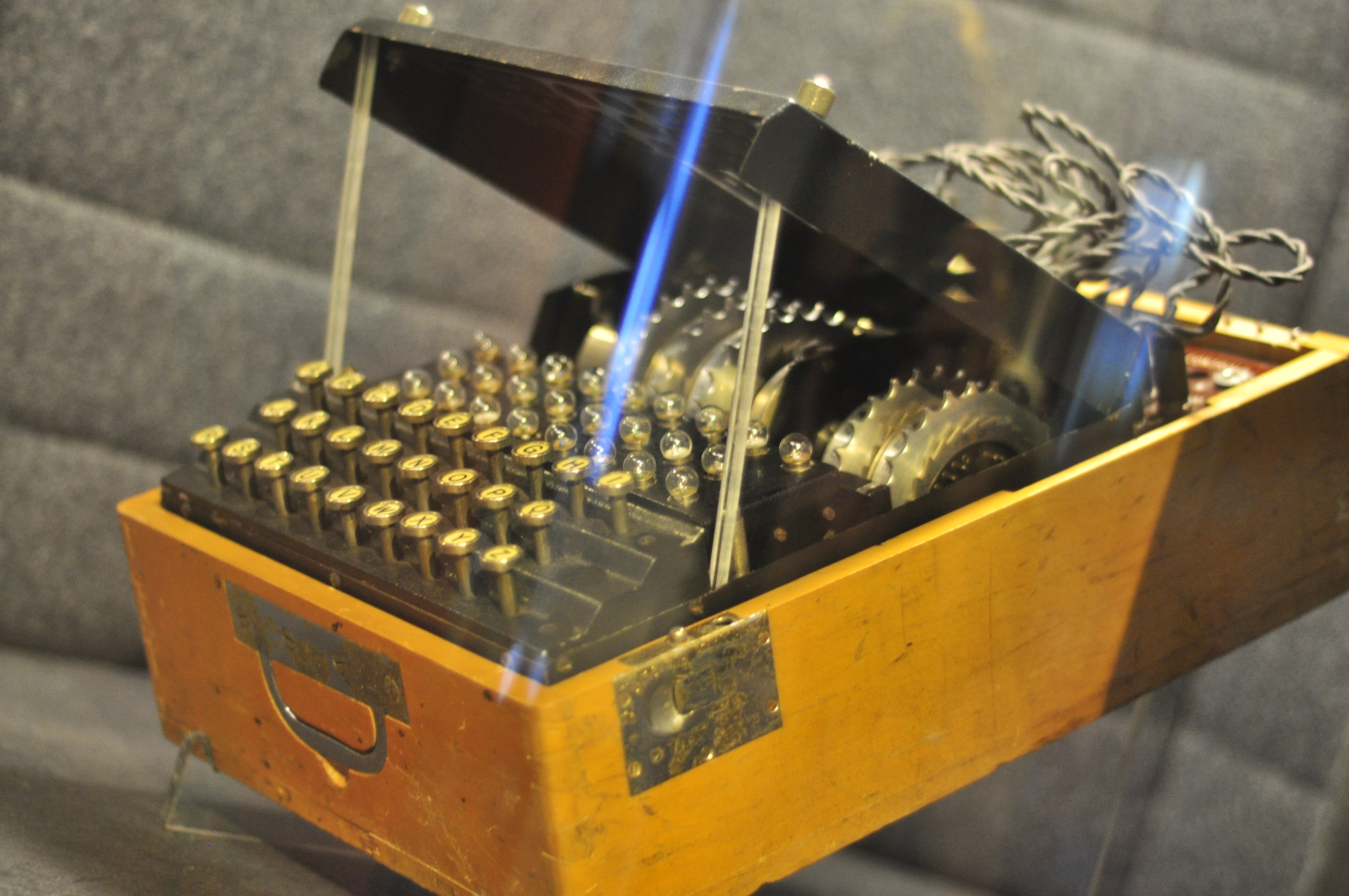
"Polen" Enigma

Polen har under flera sekler drabbats av territoriella delningar på grund av statens läge mellan angränsande mäktiga stater.
Polen utsattes vid slutet på 1930-talet för påtryckningar från Tyskland för att överlämna den polska korridoren, en smal landremsa mellan tyska Pommerellen och tyska Ostpreussen som gav Polen tillgång till Östersjön. Polen avvisade kravet 1938 och ingick försvarsallians med Storbritannien och Frankrike. Samtidigt, den 23 augusti 1939, ingick Tyskland och Sovjetunionen en icke-aggressionspakt, (Molotov–Ribbentrop-pakten), och delade upp Östeuropa mellan varandra. Den 1 september invaderades Polen av Tyskland västerifrån och den 17 september 1939 anföll de sovjetiska trupperna de östra provinserna, när det polska försvaret hade blivit praktiskt taget utslaget. Den polska regeringen och ett stort antal militärer lämnade landet genom Ungern och Rumänien och de polska militärerna kom till Frankrike och Storbritannien, där de deltog först i Frankrikes försvar och därefter i olika slag på västfronten. Den polska civilbefolkningen blev utsatt för svår förföljelse av både den tyska och den sovjetiska sidan med massmord och deporteringar till läger. När Tyskland anföll Sovjet fick ett stort antal polska krigsfångar och deporterade civila amnesti och fick utvandra över Persien, Irak, Palestina och Nordafrika för att sättas in i offensiven mot Italien. Under hela kriget i Polen opererade motståndsrörelsen Armia Krajowa mot den tyska ockupationsmakten, det var en av de starkaste motståndsrörelserna i det ockuperade Europa. Motståndet kulminerade i ett antal uppror, bland annat upproret i Warszawas getto och Warszawaupproret. Efter kriget blev Polen en sovjetisk satellitstat och blev fritt först efter kommunismens sammanbrott i Polen den 29 december 1989.

## Bakgrund och det politiska spelet[1]
Efter första världskriget återfick Polen sin självständighet – landet hade i slutet av 1700-talet styckats upp mellan Österrike, Ryssland och Preussen. I freden fick Polen tillgång till Östersjön genom en smal landremsa mellan Pommerellen och Ostpreussen (den polska korridoren).
Polens mellankrigssituation var turbulent med både svaga regeringar, statskupp och diktatur. Polens östra gränser var fastställda efter det polsk-sovjetiska kriget genom freden i Riga 18 mars 1921, som erkändes av de allierade makterna vid ambassadörskonferensen i Paris i mars 1923. Polens västra och södra gränser fastställdes vid Versaillesfreden 28 juni 1919. I hopp om att stabilisera läget ingick Polen en icke-aggressionspakt med Sovjetunionen (1932), och sedan, som första europeiska land skrev Polen även ett icke-angreppsavtal med Nazityskland (1934).
Under mellankrigstiden försökte Polen uppnå något som skulle kunna liknas vid en form av union med de närliggande staterna (bland annat Litauen, Rumänien, Tjeckoslovakien). Politiskt balanserade man mellan Tyskland och Sovjetunionen. Polsk misstro mot Sovjetunionen ledde till att Polen konsekvent undvek att skriva internationella flerpartsavtal där en av parterna var Sovjetunionen..
Hitler hade som ett tydligt mål att skapa livsrum (Lebensraum) för det framtida Tyskland genom en erövring av Östeuropa, där de slaviska folken skulle agera arbetskraft och den judiska rasen skulle utrotas. Hans första steg var att förena Tyskland och Österrike och annektera Tjeckien 1938-1939 och skapa en slovakisk satellitstat. Den polska korridoren komplicerade de tyska transporterna och blev en konfliktfråga mellan Polen och Tyskland.
Polen var med i uppdelningen och ockupationen av Tjeckoslovakien, då Polen i september 1938 ockuperade delar av det tjeckiska Schlesien, Zaolzie/Záolší, samt den tjeckiska delen av den polsk/tjeckiska staden Cieszyn/Těšín (tyskt namn: Teschen).
När Nazitysklands krav på att Polen skulle avstå från korridoren till Östersjön blev hotfulla, avvisade Polen Hitlers krav den 26 mars 1939. Polen fick då försäkran om stöd från Storbritannien och Frankrike (6 april, respektive 19 maj 1939). Tyskland svarade med att säga upp icke-aggressionspakten med Polen och det tysk-brittiska flottavtalet från 1935. Brittiska och franska försök att tillsammans med Sovjetunionen skapa en östlig motvikt till Tyskland avvisades av Polen, då utformningen betydde att landet skulle förlora suveränitet, och Stalin föredrog ändå att ingå en mer fördelaktig pakt med Nazityskland (Molotov–Ribbentrop-pakten), vilken delade upp Polen och höll Sovjetunionen undan kriget med Tyskland. Den 25 augusti 1939 undertecknade i London den polska och brittiska regeringen en försvarsallians mellan länderna. Den tyska propagandan hävdade också falskeligen att polackerna förföljde Polens tyska minoritet och när invasionen kom utmålades den som en räddningsexpedition.
Tyskland inledde planeringen av anfallet mot Polen i april 1939. Polackerna höjde sin beredskap redan 23 mars 1939 med begränsad mobilisering av fyra infanteridivisioner och en kavalleribrigad, samt viss förstärkning av gränserna. I juni flyttades åtta tyska infanteridivisioner till linjen Ostwald längs den polska gränsen och den 3 augusti omgrupperade tyskarna sina motoriserade förband inför "sommarmanövern" till gränsen. Den planerade attacken var tänkt till den 26 augusti, men stoppades i sista stund av Hitler, på grund av avtalet mellan Storbritannien och Polen. Den 31 augusti påbörjade Polen allmän mobilisering. Tre polska jagare lämnade Östersjön och anlände till Storbritannien den 1 september. Polska flygvapnet fick den sista fredsdagen order att sprida flygplanen till krigsbaser. Dagen innan anfallet iscensatte tyskarna en rad falska anfall, utklädda till polska soldater, mot tyska mål längs den polska gränsen för att ge Tyskland en förevändning för kriget. Gleiwitzincidenten är den mest kända av dessa.
Nazitysklands anfall mot Polen som inleddes 1 september 1939 utlöste andra världskriget då Storbritannien och Frankrike förklarade krig mot Tyskland som svar på invasionen.

## Krigsförlopp

### Tyskt och sovjetiskt anfall

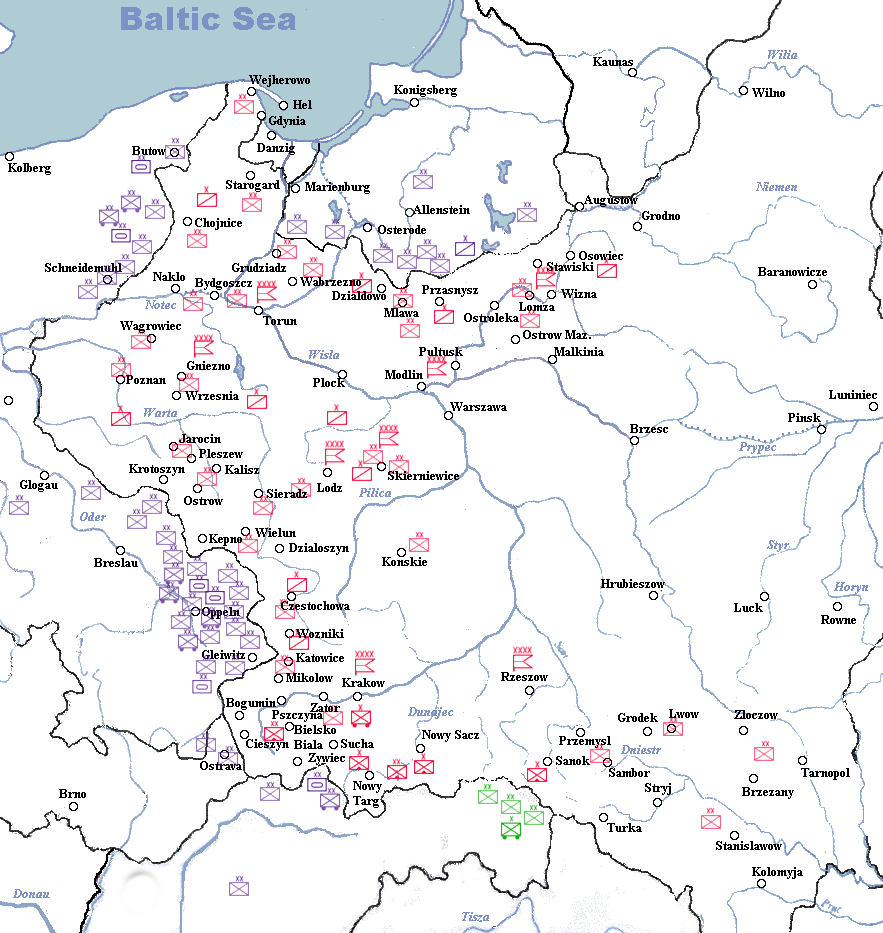
Truppernas positioner den 1 september 1939.

Andra världskriget inleddes klockan 04:40 på morgonen den 1 september 1939 när det tyska flygvapnet, Luftwaffe, attackerade den polska staden Wieluń, som då förstördes till 75 % och 1 200 personer dödades, huvudsakligen civila. Fem minuter senare, 04:45 påbörjades beskjutning från slagskeppet Schleswig-Holstein mot den polska befästningen vid Westerplatte i Danzig (Gdańsk). Över 1,5 miljoner tyska soldater invaderade nu Polen, understödda av Luftwaffe. I den tyska invasionsstyrkan ingick 2 859 stridsvagnar, 1 107 flygplan och 5 805 artilleripjäser. Polens regering hade en numerärt stor krigsmakt, dock var den sämre utrustad, och Polen gjorde misstaget att de inte mobiliserade armén fullt ut – de hade 700 000 soldater, 173 stridsvagnar, 600 flygplan och 2 065 artilleripjäser redo vid invasionen.
Det polska flygvapnet var omodernt, hade mestadels äldre PZL P.24 och PZL P.24 zubr-plan, men lyckades ändå tillfoga Luftwaffe stora förluster. Försvaret förlitade sig mest på fotburet infanteri och hade endast några få divisioner kavalleri, de flesta mobiliserade i all hast till försvaret. De var dock utrustade med 40 mm Boforskanoner som kunde penetrera de tyska stridsvagnarnas pansar.
De få stridsvagnar Polen hade var enkla tanketter och ett fåtal 7TP och den bättre 7TPjw som kunde matcha tyskarnas stridsvagnar men de var chanslösa eftersom Tyskland hade 10 gånger fler stridsvagnar och de polska stridsvagnar var utspridda bland infanteridivisionerna till skillnad från tyskarnas stridsvagnsdivisioner vari tyskarna koncentrerade sina stridsvagnar. Den nya tyska anfallsstrategin (Blixtkrig), där pansartrupper och flygvapen hade viktiga roller, vann snabba framgångar. Redan efter två veckor var det ingen tvekan om utgången. Den polska armén led mycket stora förluster och trupperna blev snabbt splittrade vilket ledde till ett oorganiserat motstånd. Trots detta slog polackerna ut 30 % av de tyska pansarfordonen (1000) och nästan 20 % av flygplanen (500) . Sovjetunionen och Tyskland var i ständig kontakt – den sovjetiska utrikesministern Molotov gratulerade till de tyska framgångarna. Datumet för det sovjetiska militära anfallet diskuterades också länderna emellan.
Den 17 september angrep Sovjetunionen östra Polen med 617 588 man  för att besätta de delar som tilldelats landet som sovjetisk intressesfär i avtalet med Tyskland. Detta trots gällande polsk-sovjetiskt icke-angreppssätt. Angreppet påskyndade det polska nederlaget.  Då de polska styrkorna nu var starkt reducerade beordrade den polske överbefälhavaren Edward Rydz-Śmigły via radio klockan 23.40 den 17 september att polackerna inte skulle slåss mot sovjeterna, utan retirera mot Ungern och Rumänien. Klockan 2 på natten den 18 september flydde den polska regeringen till Rumänien där den internerades. Trots detta fortsatte det polska motståndet. 27 september kapitulerade huvudstaden Warszawa efter att tyska styrkor utsatt staden för flera dygns bombardemang med artilleri och bombflyg. En dryg vecka senare upphörde striderna efter slaget vid Kock 5 oktober.
De sammanlagda polska förlusterna vid den tyska och sovjetiska fronten, när Polen besattes, uppskattas till 66 000 döda, 133 700 sårade och 694 000 tillfångatagna. De tyska förlusterna uppskattas till 16 343 döda, 27 280 sårade och 320 saknade. De sovjetiska förlusterna var 1 475 döda eller saknade och 2 383 sårade.
De civila förlusterna vid den tyska offensiven uppskattas till 150 000 polacker (varav 20 000 blev mördade i den i förväg planerade Operation Tannenberg, där polska intellektuella, intelligentia och tänkbara ledare massavrättades) och 5 000 tyskar. De civila förlusterna vid den sovjetiska offensiven var låga, 737 döda och 3 000 sårade. Enligt en gemensam polsk-ukrainsk-rysk forskningssamling från 2003 deporterades 292 513 polacker från de östra provinserna. Om man räknar in de polska medborgare av andra nationaliteter (judar, vitryssar, ukrainare och så vidare) som blev deporterade 1940-1941 så blir antalet maximalt 390 000 till 400 000 personer.
Storbritannien och Frankrike hade förklarat krig mot Tyskland den 3 september, men av den utlovade militära hjälpen till Polen blev det inte mycket. Bortsett från en del bombangrepp infriades inga av de löften som man givit i slutet av augusti. Den uteblivna hjälpen kom att kallas Låtsaskriget, då de allierade inte gjorde några större militära operationer mot Tyskland.
Den 6 oktober 1939 var västra Polen ockuperat av Tyskland medan Sovjetunionen ockuperade de östra delarna av landet (det som numera är västra Vitryssland, västra Ukraina och sydöstra Litauen). Motståndet mot den nazistiska ockupanterna leddes under hela kriget av Hemarmén (Armia Krajowa). Uppemot 100 000 av de polska soldaterna lyckades fly 1939 via interneringsläger i Rumänien till Frankrike, där den polska exilregeringen kunde organisera en armé under ledning av general Władysław Sikorski, med 80 000 man som deltog i bland annat försvaret av Frankrike, slaget om Narvik (9 april–8 juni 1940), Operation Marketgarden, Slaget om Monte Cassino och i Slaget om Storbritannien. På grund av den polska militärens rörlighet kallade den tyske propagandaministern Joseph Goebbels polackerna för "Sikorskis turister". Efter nederlaget i Frankrike kom ett stort antal polska soldater till tyska fångläger, internerades i Schweiz eller flyttades till Storbritannien.
I områden som ockuperades av Sovjetunionen fängslades och deporterades polska soldater och civila till GULAG samt även till avlägsna områden . Det förekom även massmord på polska officerare, bland annat 21 857 i Katynmassakern och liknande aktioner i fängelser.

### Polackerna i Slaget om Storbritannien
17 000 polska flygare och markpersonal deltog förtjänstfullt i Slaget om Storbritannien. Eftersom de polska flygarna hade stor stridserfarenhet från försvaret av Polen och Frankrike kom de snart tillhöra de mest effektiva i Slaget om Storbritannien. Den lilla polska styrkan svarade procentuellt för en dubbel andel av de nedskjutna tyska planen. Den 26 september 1940, en dag då kungen Georg VI besökte Kosciuszko Squadron (303) i Northolt, svarade de 142 polska piloterna för 48 procent av nedskjutningarna.

### Polackerna i Slaget om Atlanten
Den polska flottans tre jagare befann sig vid krigets utbrott redan utanför Östersjön och anslöt sig till Storbritanniens flotta. Flottans sex ubåtar stationerades först i havet utanför Gdansk men ansattes hårt av tysk ubåtsjakt och fick order att söka sig längre ut på Östersjön. Två ubåtar lyckades söka sig ut ur Östersjön och anslöt även de till britterna. Fyra ubåtar tog sig istället en och en till det neutrala Sverige och internerades, först i Stockholms skärgård men efter upplevd risk för tyska eller sovjetiska angrepp, i Mälaren utanför Mariefred. Ubåtarna och dess besättningar internerades i Sverige under hela kriget.
Den polska styrkan med tre jagare och två ubåtar som lyckades ta sig ut ur Östersjön till Storbritannien inordnades av de allierade i en grupp med ytterligare två kryssare, sju jagare och fem ubåtar. Flottstyrkan deltog i evakueringen av de allierade från Dunkerque, deltog i räden i Dieppe, eskorterade konvojer till Malta och Sovjetunionen, samt patrullerade Nordatlanten. Den polskledda flottstyrkan sänkte under hela kriget 31 tyska krigsfartyg och cirka femtio andra fartyg, samt sköt ner nästan 100 flygplan.
Vid krigsslutet återfördes ubåtarna inklusive den överlevande av de två som deltagit i brittisk tjänst till den återupprättade polska marinen. Många besättningsmän valde dock att inte återvända till Polen utan stannade i Sverige, Storbritannien eller emigrerade till USA.

### Amnesti i Sovjetunionen och de polska arméerna i väst
Efter det tyska anfallet på Sovjetunionen 1941 lyckades en av de fängslade officerarna, general Władysław Anders utverka att cirka 10 000 polska krigs- och GULAG-fångar i dålig kondition fick utvandra via Persien/Irak och de bildade sedan den andra polska kåren. Genom Stalins amnesti kom ytterligare ett stort antal polska krigsfångar och civila att släppas fria (avtal mellan general Sikorski och den sovjetiske ambassadören i London Majskij 17 augusti 1941) och en del andra lyckades lämna Sovjetunionen genom den persiska korridoren. Den 69 000 soldater, 3 600 kvinnliga soldater och 4 000 ungdomar starka armén kom att ingå i den andra polska kåren. Ett stort antal judiska soldater stannade i Palestina, bland annat Menachem Begin.
De polska soldaterna vägrade demonstrativt att slåss mot tyskarna på samma sida som Röda armén. Utskeppningen av Anders armé ur Sovjetunionen skedde under 1942, då slaget vid Stalingrad utspelades och då krigets öde ännu stod och vägde.
Polska soldater kom att delta, både i polska enheter och under allierades flagga, i de flesta av kampanjerna på västfronten. År 1943 bidrog Polen med 130 000 soldater under det västallierade kommandot. Den polska första kåren med cirka 30 000 soldater tränade i Skottland i väntan på invasionen av kontinenten. Många av dessa soldater deltog i Frankrikes försvar och på olika vägar evakuerades till Storbritannien. Den andra kåren, under general Anders förberedde sig i Nordafrika och Palestina för att delta i den allierade kampanjen i Italien, och de deltog bland annat i slaget om Monte Cassino.
Tyskarna tvångsrekryterade också polacker från Pommern och Schlesien till sina styrkor, och när kampanjerna på syd- och västfronten startade blev dessa ett välkommet tillskott – cirka 89 300 lyckades fly eller togs tillfånga och förstärkte de polska väststyrkorna. Som mest kom de polska styrkorna i väst att bestå av 249 000 man. De polska väpnade styrkorna var således den fjärde största allierade i storleksordning (efter Sovjetunionen, USA och Storbritannien med samväldet).

### Polacker på östfronten i rysk tjänst
Av de återstående polska krigsfångar och flyktingar i Sovjetunionen bildade general Zygmunt Berling i maj 1943 den första polska folkarmén på östfronten. Den första divisionen sattes in i strid vid slaget vid Lenino den 12 oktober 1943. Den första polska folkarmén blev underställd marskalk Georgij Zjukov på den 1:a vitryska fronten och var med i slaget om Berlin. Den andra polska folkarmén integrerades i 1:a ukrainska fronten och deltog i erövringen av Prag.
Redan 1940 inkallades forna polska medborgare (polacker, ukrainare och vitryssar) från Polens östområden till tjänstgöring i Röda armén eftersom de betraktades som sovjetiska medborgare. Hur många polacker det kan ha rört sig om går inte att beräkna men troligen handlade det om tiotusentals. Vissa av dem, främst sjukvådspersonal, hade kallats in redan i november 1939 och kom därför även att tjänstgöra under Vinterkriget mot Finland. Efter den 22 juni 1941 anklagades polska rödarmister för defaitism och omplacerades till Röda arméns arbetsbataljoner.

### Polacker på östfronten i tysk tjänst
Ett fram tills nyligen helt okänt faktum är att över 60 000 polacker hade tjänstgjort i den tyska armén på östfronten. Den österrikiske författaren Stefan Karner anger dessa siffror över tillfångatagna polska soldater på östfronten i sin bok "Im Archipel GUPVI" från 1995. Liknande uppgift presenteras i statistiksamlingen "Grif sekretnosti snjat" från 1993, enligt vilken 60 280 polacker i tysk uniform blev tillfångatagna på östfronten. Siffrorna i den listan gäller för perioden 22 juni 1941 till och med 2 september 1945. Polackernas uppgift förekommer på sjunde plats efter tjeckoslovaker i tysk tjänst men före Italien vilka hade 69 977 respektive 48 957 krigsfångar på östfronten. Dessa statistikuppgifter inkluderar dock inte siffror över polska soldater som togs tillfånga under 1943, vilka oftast direkt skickades över till Zygmunt Berlings polska armé. Det totala antalet polska soldater i tyska armén uppskattas av vissa bedömare till mellan 100 000 och 110 000 personer, vilket kan jämföras med Władysław Anders polska armé som fick utvandra från Sovjetunionen under 1942 och vilken räknade 76 110 stridande.
Generellt sett var dock polacker som inkallats till tjänstgöring i den tyska armén inga pålitliga soldater utan massdeserterade så snart tillfälle gavs. Så skedde på västfronten och i Italien. Bland annat kunde general Anders återfylla sina sargade divisioner med polacker som tidigare tjänstgjort hos tyskarna och som antingen tillfångatagits eller deserterat.
Den polske publicisten och journalisten Cezary Gmyz uppgav 2005 att så många som en halv miljon polacker kan ha inkallats till tjänstgöring i Wehrmacht. Vidare skriver han att de tyska försöken att 1942 sätta upp en Waffen SS-legion bestående av frivilliga polacker, som härstammade från de södra bergstrakterna och som av tyskarna benämndes Goralenvolk(en), slutade i totalt fiasko. Polackerna samarbetade med tyskarna även i koncentrationslägren. Många polska efternamn påträffas också i Auschwitz SS-listor. Efter kriget tystades dessa uppgifter ner av den sovjetiska sidan för att det inte skulle störa de polsk-sovjetiska relationerna. Polackerna arbetade även för de tyska ingenjörstrupperna, den så kallade Organisation Todt.

### Polens bidrag inom underrättelsetjänsten
Polska matematiker, Marian Rejewski, Henryk Zygalski och Jerzy Różycki, knäckte redan 25 juli 1939 de tyska krypton (Enigma), och genom att dela med sina upptäckter till Frankrike och Storbritannien fick de allierade två års försprång.
Den polska motståndsrörelsen bistod de allierade med viktig information om bland annat koncentrationslägren och nya tyska vapen, bland annat V-1- och V-2-robotarna.

### "De allierades svek mot Polen"
Det politiska spelet mellan de tre stora ledarna – Sovjetunionens Stalin, Storbritanniens Churchill och USA:s Roosevelt (senare Truman) – visar att det inte var en kamp mellan gott och ont, och för frihet, rättvisa och demokrati. Polens framtid blev ett förhandlingsobjekt om politiska fördelar mellan de allierades. Dessutom kom tre olika förhållningssätt till politik att kollidera – polsk hårdnackad lojalitet (med naiv tilltro till USA och Storbritannien), brittisk/amerikansk pragmatism (med naiv syn på Stalin), som i mycket har mycket stora likheter med Chamberlains eftergiftspolitik mot Hitler) och Stalins konsekventa målinriktning.
Styrkorna i alla de tre polska vapenslagen, som bestod av flyktingar från det ockuperade Polen, sattes in i kriget i Västeuropa och fick stor uppskattning av de västallierade militära ledarna för sina insatser. Polackernas motiv var att genom sin medverkan i kriget befria och få hjälp att befria Polen, enligt den gamla polska krigssloganen "För er frihet och vår". Polens sak – att befria landet och säkra dess oberoende efter kriget – blev dock snart en kontroversiell fråga, i och med att USA och Sovjetunionen kom med i kriget som allierade. Atlantdeklarationen (utfärdad 14 augusti 1941), påskriven av Churchill och Roosevelt, fördömde uttryckligen alla former av gränsändringar som sker mot folkens vilja (punkt 2) och hade som mål suveränitet för alla nationer (punkt 3). Deklarationen kom snart att bli obekväm. För att få Stalin att dra det tyngsta lasset i kriget mot Hitler var Churchill och Roosevelt beredda att göra eftergifter i fråga om Polens östra gränser, vilket var oacceptabelt för den polska exilregeringen och för många polacker, speciellt de som härstammade från de östra områdena. Exilregeringen kände inte heller att de hade folkets mandat att omförhandla gränserna. Den polske premiärministern general Sikorski och hans tydligt liberala regering kom snart att stämplas som kompromisslösa bråkmakare. Sovjetunionen bedrev en kampanj för att måla ut den polska exilregeringen som konservativa reaktionärer, fascister och till och med som samarbetsmän med Nazityskland. Brittiska vänstertidningar som Manchester Guardian, New Statesman och News Chronicle stämde in i kören. Situationen försämrades ännu mer efter Sikorskis död i en flygolycka, då Stanisław Mikołajczyk tog över premiärministerposten. Mikołajczyk saknade Sikorskis diplomatiska förmåga och de etablerade kontakter på toppnivå i den brittiska och amerikanska administrationen som han hade haft. Inte minst saknade han förmågan att få med sig de olika fraktionerna bland exilpolackerna. Churchill och hans utrikesminister Anthony Eden, liksom Roosevelt, kom snart att spela ett dubbelspel – att gentemot Stalin gå med på eftergifter i fråga om Polens gränser och att hålla den polska regeringen ovetande om vad som diskuterades mellan ledarna, och att få den polska exilregeringen att acceptera denna kompromiss. Han ville göra detta utan att äventyra den polska krigsmaktens lojalitet, samt inte minst att inte få allmänheten i USA (inklusive den röststarka polskamerikanska minoriteten) och Storbritanniens befolkning mot sig. Eden kunde till exempel, innan han åkte till Teheran, övertyga Mikołajczyk om att den brittiska regeringen inte skulle ta några beslut över polackernas huvuden. Han hade även i skrift lovat att stödja de polska östra gränserna.
Exilregeringens rapporter om förtryck mot polacker inom Sovjetunionen, och speciellt Katynmassakern som avslöjades samtidigt, ledde till ansträngda relationer mellan polackerna å ena sidan och USA/Storbritannien å andra sidan. Sovjetunionen, som skyllde massakern på tyskarna, bröt de diplomatiska kontakterna med Polen. I Storbritannien och i USA omtolkades massakern som falsk tysk propaganda avsedd att skada de allierades relationer.  Den pågående propagandan i väst, för att tvätta Stalin ren och göra honom och Sovjetunionen mer rumsrena som allierade (med stor dos censur mot dem som drog fram negativa påståenden om "den alternativa sovjetiska demokratin"), gjorde den polska frågan ännu mer obekväm. Detta resulterade i att Churchill och Roosevelt gav Stalin i stort sett fria händer vid Teherankonferensen i november 1943. Efter konferensen ökade trycket på den polska regeringen att acceptera Curzonlinjen som Polens framtida östra gräns. Stalin valde att propagera för Curzonlinjen, dels därför att den gav associationer till en stabil brittisk lösning, som föreslagits efter det polsk-sovjetiska kriget 1919-1921 (som varken polacker eller sovjeter brydde sig om), och dels var den mer politiskt gångbar än den gräns som utpekades genom Molotov–Ribbentrop-pakten från 1939. Roosevelt kom tidigt att bestämma sig för att ge Stalin stöd för gränserna, men på grund av annalkande val i USA ville han inte riskera rösterna från sju miljoner amerikaner med polskt ursprung och höll officiellt tyst. Churchill deklarerade den 22 februari 1944 inför brittiska underhuset den brittiska regeringens stöd för Curzonlinjen. Mikołajczyk blev i början på 1944 beredd att acceptera Curzonlijen, med förlust av halva Polens territorium före kriget, om de polska kulturstäderna Lviv och Vilnius stannade inom landet, men Kreml såg sin ståndpunkt som icke förhandlingsbar.
De västallierade minskade också stödet till den polska Armia Krajowa (AK). AK var beroende av regelbundna flygleveranser av ammunition, vapen och pengar, för att fortsätta sin sabotageverksamhet mot bland annat tyska militära transporter österut. Det fanns flera anledningar: dels ville Stalin inte att AK skulle beväpnas, dels ändrade man policy för att hellre stödja arméoffensiver än allmänna resningar inom de ockuperade områden, och dels var Polen mindre intressant då det ingick i det sovjetiska intressesfären och de prioriterade områden blev nu Frankrike, Belgien och Holland. Flera leveranser till AK, som hanterades av brittiska Special Operations Executive (SOE), uteblev eller försenades. Trots att AK bevisade sig vara en av de mest effektiva och välorganiserade motståndsrörelserna i Europa, erhöll AK under hela kriget endast en tiondel av vad som levererades till Grekland, eller en tjugondel av vad som släpptes till Frankrike och Jugoslavien.
Det minskade stödet bidrog också till nederlaget i Warszawaupproret 1944. Mitt under Warszawaupproret uttryckte sig en rörd Churchill till general Anders: "Vi kom in i detta krig för att försvara principen för ert oberoende, och jag försäkrar dig att vi aldrig kommer att överge er. [...] Jag och min vän president Roosevelt som snart kommer att återväljas till president kommer aldrig att överge Polen. Sätt din tilltro till oss." Churchill kom vid flera andra tillfällen att uttrycka sig som "Tillsammans skall vi segra eller tillsammans dö", vilket av polackerna falskeligen tolkades som ett uttryck av lojalitet och ledde till att besvikelsen över uteblivet stöd till Polens sak blev ännu större.
Samtidigt som Churchill och Roosevelt distanserade sig från Polen, arbetade Stalin för att samla ihop polska kommunister i Sovjetunionen för att bli en mot Sovjet lojal regering och ledare i efterkrigets Polen. Det blev senare känt att de tre stora ledarna Churchill, Roosevelt och Stalin redan vid Teherankonferensen 1943 var överens om att ge Polen till Stalin, och att överenskommelsen fullbordades vid Jaltakonferensen 1945 och de polska militärstyrkorna chockades av detta. Polackerna hade alltid tolkat Churchill så, att han officiellt hade deklarerat att Polens gränser och suveränitet inte var förhandlingsbara. General Władysław Anders och hans andra polska kår, där de flesta soldaterna redan hade överlevt Gulag och kom från Polens östra provinser, övervägde först att lägga ner vapen. Cirka trettio officerare begick självmord. Anders blev kallad till London för konsultation med exilregeringen. Churchill skrek – "Vi har aldrig garanterat era östra gränser! Vi har nog med trupper idag, vi behöver inte er hjälp! Du kan ta bort alla dina divisioner! Vi klarar oss utan dem". Anders svar var "Det är inte vad du har sagt under de senaste åren". De polska styrkorna befriade strax därefter Bologna och fortsatte att slåss till krigets slut. Harold Macmillan summerade polackernas situation – "De slogs förtjänstfullt i anfallslinjen intill krigets sista slag. De förlorade sitt land men behöll sin ära."
När den brittiske utrikesministern Anthony Eden arbetade för att få in ledare från olika polska partier i landets nya sovjetstödda regering, överlämnade han en lista med namn på sexton viktiga polska ledare till Stalin. Om någonting hände dem, skulle detta ses av britterna som ett brott mot Jaltaöverenskommelsen. Ledarna fängslades eller försvann. Sex veckor senare, i minglet vid invigningen av Förenta nationerna, sade Vjatjeslav Molotov till Eden och den amerikanske statssekreteraren Edward Stettinius: "Förresten, de där polackerna du var intresserad av? Dem har vi arresterat.". I en skådeprocess i Moskva blev tretton av de polska motståndsledarna dömda för samarbete med tyskarna och spioneri mot Sovjetunionen, varav fyra blev avrättade, inklusive general Lopold Okulicki som efterträdde Bór-Komorowski som ledare för AK. Val, som enligt Jaltaöverskommelsen skulle vara fria, förfalskades och ackompanjerades av polisbrutalitet, förlöjligande av de röstande, arresteringar och flera mord. Polackerna inom AK, och de som återvände till landet från väst, betraktades av kommunistregimen som spioner, och de fängslades snart. Regimen drog sig inte ens för att använda barackerna i Auschwitz, Majdanek och andra tyska koncentrationsläger. Polska motståndsmän fann att de delade celler med nazistiska krigsförbrytare.
I polska analyser av kriget används ofta begreppet "de allierades svek" för att beskriva förloppet. De polska ståndpunkterna anknyter både till de uteblivna anfallen på Tyskland av Frankrike och Storbritannien 1939, och avsaknad av tacksamhet för de polska militära insatserna i slaget om Storbritannien, slagen om Nordafrika, Italien och på västfronten, när landet överläts till Stalin, och att det ursprungliga löftet om att Polen skulle bli fritt efter kriget övergavs.

### Lista över slag med polskt deltagande

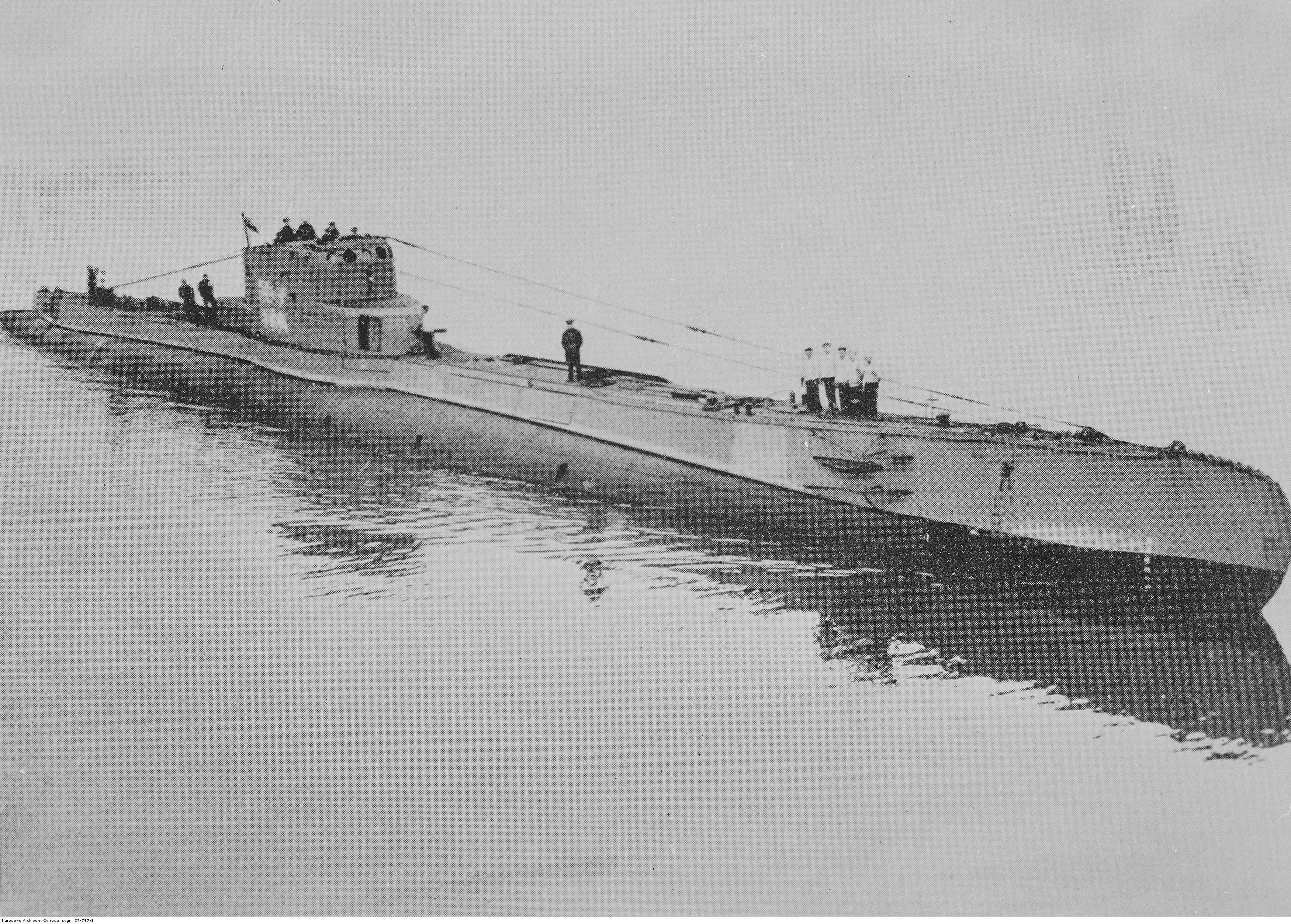
Polsk ubåt ORP Orzeł som 1939 lyckades fly från Östersjön till Storbritannien. Sänkt 1940 under ett patrulluppdrag på Nordsjön.

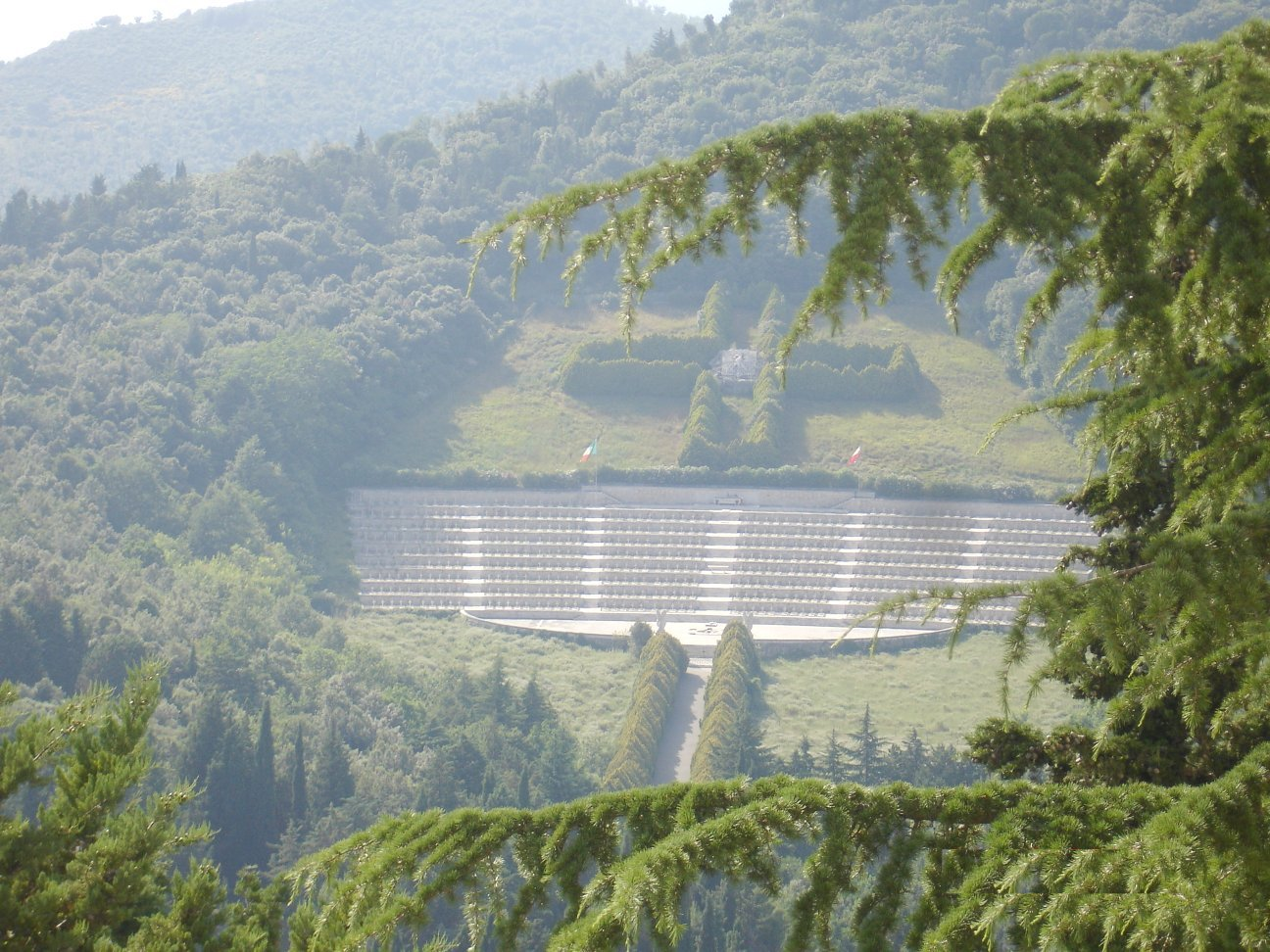
Polsk kyrkogård vid Monte Cassino.

- Den tyska invasionen av Polen (1 september 1939)
  - Förvaret av polska kusten: Westerplatte, polsk garnison på en udde utanför Gdańsk (-7 september), Oksywie (-19 september), Helhalvön (-1 oktober 1939)
  - Slaget vid floden Bzura (9-14 september 1939)
  - Slaget vid Tomaszów Lubelski (-20 september 1939)
  - Slaget vid Modlin (-29 september 1939)
  - Slaget om Warszawa (9-27 september 1939)
  - Slaget vid Kock (2-6 oktober 1939)

- Polsk-sovjetiska kriget 1939 (17.9-5.10 1939) (kallas även "Sovjets invasion av Polen" eller "Den sovjetiska inmarschen i Polen 1939")
  - Slaget vid Sarny
  - Slaget vid Dubno
  - Slaget vid Kodzevtzy
  - Slaget vid Vilnius/Wilno
  - Slaget vid Grodno
  - Slaget vid Puchova Gora
  - Slaget vid Volja Sudovskaja
  - Slaget vid Vladypole
  - Slaget vid Dchwola
  - Slaget vid Kremen
  - Slaget vid Shatsk
  - Slaget vid Vytychno
  - Slaget vid Kock (Kotsk) (5.10 1939)

- Slaget om Narvik (1940)
- Försvaret av Frankrike (Fall Gelb; 1940)
- Slaget om Storbritannien (1940)
- Slaget om Atlanten (1939-1945)
- Slaget om Tobruk (1941)
- Räden i Dieppe (1942)
- Slaget vid Lenino (Vitryssland) (1943)
- Landstigningen i Normandie, Dagen D (1944)
- Slaget om Monte Cassino (1944)
- Slaget om Falaise (Falaise pocket; 1944)
- Slaget vid Arnhem, Operation Market Garden ("En bro för mycket"; 1944)
- Slaget vid Ancona (1944)
- Slaget om Bologna (1944)
- Slaget om Berlin (1945)
- Pragoffensiven (1945)
- Polska hemarméns aktioner inom Operation Storm med mål att ta över kontroll över städerna före de sovjetiska arméerna:
  - Wilnoupproret 1944
  - Lwówupproret 1944
  - Warszawaupproret 1944

## Polen under tysk ockupation
Efter Polens kapitulation annekterade Nazityskland en stor del av den del av Polen de ockuperade, medan den resterande delen, det så kallade Generalguvernementet, leddes av en tysk ståthållare, Hans Frank, och behöll en nominell självständighet.
Redan den 2 september 1939 öppnades det första koncentrationslägret i tysk Stutthof (i den före detta Fristaden Danzig) för att ha hand om internerade inom Operation Tannenberg, som också ledde till massmord på polsk intelligentia (20 000 avrättade). Inom kort internerade eller avrättade tyskarna huvuddelen av den polska intelligentian och de första grupperna av de polska judarna. Ett system av koncentrationsläger etablerades över hela Polen. Auschwitz, till exempel, var till en början koncentrationsläger för polska intellektuella. Drygt två år efter krigsutbrottet, januari 1942, drog nazisterna igång den slutgiltiga lösningen med mål att utrota alla judar i det ockuperade Europa. Vissa av koncentrationslägren blev då utrotningsläger med mål att med industriell effektivitet avrätta stora mängder människor. I Polens södra respektive östra delar inrättades senare under kriget flera av de mest ökända förintelselägren som Auschwitz-Birkenau och Treblinka. Den polska befolkningen fick utstå fruktansvärda lidanden även under resten av andra världskriget. Innan Nazityskland kapitulerade den 7 maj 1945, hade 5-6 miljoner polacker mist livet, nästan var sjätte invånare. En överväldigande majoritet av dessa var civilpersoner, däribland cirka 3 miljoner polska judar. I förhållande till folkmängden drabbades Polen av större förluster än något annat land.
Polackerna användes som slavarbetskraft och 2,8 miljoner polacker sändes till arbetsläger i Tyskland. 200 000 polska barn utan judiskt blod och med "ariskt" utseende (blonda, blåa ögon) togs från sina föräldrar eller barnhem för att fostras av "ariska" tyskar.
Polackerna kunde frivilligt eller under tvång naturaliseras som tyskar ("folktyskar"/Volksdeutsche), framför allt polackerna från Pommern, Preussen, Reichsgau Wartheland och Schlesien. Där förekom sedan sekler en naturlig blandning mellan nationaliteterna. Efter kriget kom de som bytte nationalitet att betraktas som förrädare och dömdes.
Förföljelser mot civilbefolkningen som straff för motståndsrörelsens attacker var svåra – för varje tysk som dödades mördade tyskarna hundra civila polacker. Offentliga hängningar och arkebuseringar var vanligt förekommande. Enligt Generalplan Ost från april 1942 skulle de sista överlevande polackerna liksom andra icke-"ariska" folk förpassas till Sovjetunionens områden för att användas som arbetskraft, som skulle stå för odling av mat till Tyskland.
Trots all förföljelse levde Polen vidare under ockupationen, som en underjordisk stat. Militärt motstånd utfördes av cirka 300 000 partisaner, huvudsakligen i Hemarmén (AK, Armia Krajowa) och Bondebataljoner (Bataljony Chłopskie). Hemliga skolor upp till universitetsnivå fanns i universitetsstäderna. Hjälporganisationer och illegal livsmedelsförsörjning (ofta "svarta börsen") försökte bistå i kampen för daglig överlevnad. Hjälporganisationen för judarna, Żegota, var viktig för folkgruppens överlevnad. Aktiva inom Żegota var katoliker, folk från motståndsrörelsen, samt även polska judar. Judarna kunde få hjälp att överleva, genom att gömmas undan nazisterna av hjälpsamma polacker (som riskerade dödsstraff för sig själva och sin familj). Men likväl riskerade judarna att utsättas för polska varianter av antisemitism, som till exempel i Jedwabne-pogromen i Jedwabne, då alla judar i byn föstes in i en lada som tändes på.
Omfattande sabotageaktioner mot tyska transporter till östfronten var också viktiga för att allvarligt försvaga Tyskland – 7 000 förstörda eller urspårade tåg mellan 1941 och 1945 skapade stora förluster.
I samband med stängningen av Warszawas getto uppstod en bred resning, upproret i Warszawas getto, i protest mot nazisternas judeutrotningar. Upproret slogs ner med stora förluster. Ett drygt år senare drog AK (Armia Krajowa) igång operation "Burza" (operation "Stormen") som hade som mål att befria flera större städer innan Röda armén hann ta kontrollen över landet. General Tadeusz Bór-Komorowski ledde Warszawaupproret mot tyskarna, vilken var den mest kända av resningarna. Den resulterade i ett till stort antal döda på båda sidor, samt ledde till att staden i stort jämnades med marken. Polackerna förväntade sig dels stöd av de västallierade med vapenleveranser, som tyvärr uteblev tills det var för sent, dels hjälp av fallskärmstrupper, och även att den Röda armén, som befann sig på Wisłas östra strand, skulle komma till undsättning via sin offensiv. Men den ryske generalen Konstantin Rokossovskij kom inte till polackernas hjälp, vilket berodde på politisk motvilja från Sovjets ledning, officiellt sade man att man "väntade på fler förstärkningar", men i verkligheten ville de vänta tills upproret hade slagits ner så att de kunde ockupera staden, istället för att låta polackerna befria den. Polackerna förväntade sig att Sovjetunionen skulle hjälpa dem att ta kontroll över landet för att hindra Sovjetunionen från att ta kontroll över Polen – en grov missräkning.
Den sovjetiska inmarschen i Polen medförde att många motståndsmän i AK, som ville ha ett fritt Polen, togs till fånga eftersom de sågs som ett hot mot Sovjets planerade installering av en polsk kommunistregering.

## Polens östra provinser

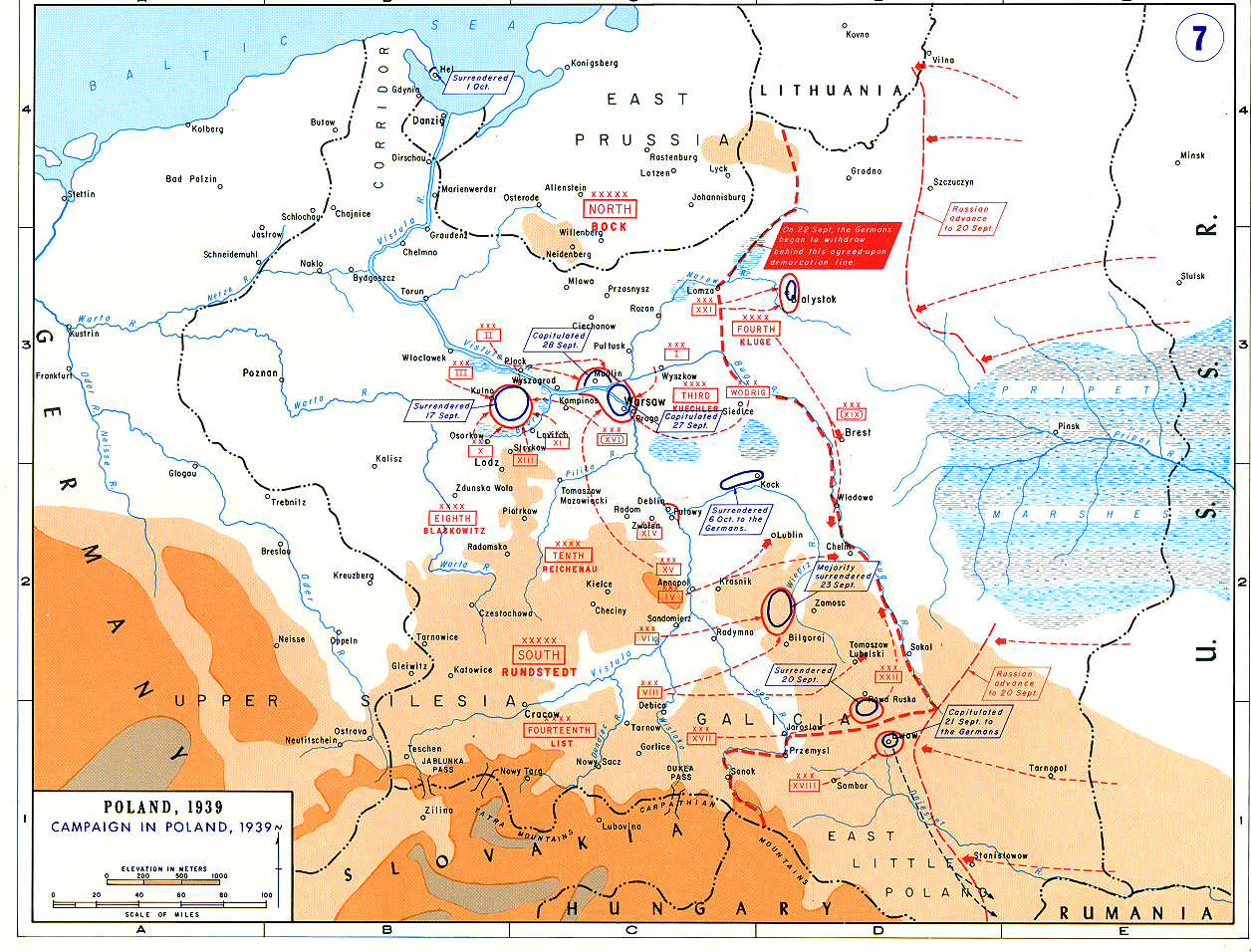
Polen efter 14 september.

Sovjetunionen annekterade 1939 de delar av Polen som låg öster om floden Bug, vilka utgjorde 50,4 % av Polens areal före andra världskriget, och som i rysk historia benämns som västra Ukraina respektive västra Vitryssland. Då England, Frankrike och Polen befann sig i krig med Tyskland och genom att Sovjetunionen hade deklarerat sin neutralitet gentemot England, Frankrike och Tyskland, lät de västallierade bli att förklara Sovjet krig. Polens östra områden fick tills vidare innehas av Sovjet. Den polska regeringen i exil lät bli att förklara Sovjet krig, beroende på att England hade bett den att inte göra Sovjet till västalliansens fiende i den stundande kampen mot Nazityskland. Polen nöjde sig då med att bara protestera mot den sovjetiska inmarschen.
Efter Polens kapitulation utsattes en del av civilbefolkningen (inte bara polacker) för brutal behandling, som kidnappningar, misshandel, tortyr, avrättningar (50 000) , samt deportering till Sovjetunionen. Forskare i KARTA som arbetar för Polska institutet för nationell åminnelse angav övre hälften av intervallet 309 000-327 000 civila, och uppskattade antal döda vid deporteringarna till 15 000. Uppgifterna överensstämmer med ryska skattningar av  320 000 personer.. En av förklaringarna till de så kallade deporteringarna är att de var (även om de upplevdes illa av de som drabbades) rena nödåtgärder, då det rådde etniska spänningar i de införlivade områdena mellan ukrainare/vitryssar och den polska minoriteten..
Av de sovjetiska illdåden är Katynmassakern den mest kända, där NKVD-styrkor avrättade 15 000 polska officerare och representanter för staten Polen (sammanlagt 21 857 personer).
Det förekommer även uppgifter om polska judar som flydde den sovjetiska ockupationen till det tyskockuperade Polen.
Trots det som den polska minoriteten hade utsatts för från sovjetisk sida, råder det inga tvivel om att dess förhållanden i de ryska områdena var klart mycket bättre än i de tyskannekterade västra delarna. Ett talande exempel är medlemslistan till Nationalförsamlingarna i västra Ukraina där 92,4 % var ukrainare, 4,1 % judar, 3 % polacker och 0,4 % ryssar, samt i västra Vitryssland där 67,1 % var vitryssar, 13,7 procent polacker, 7,8 % judar, 5,7 % ukrainare, 4,6 % ryssar samt 1,1 % av andra nationaliteter.. Oavsett hur man tolkar dessa siffror, står polska medborgares deltagande i Nationalförsamlingarna i skarp kontrast med den tyska politiken som fördes i de västra delarna av Polen, där polackerna (i likhet med befolkningen i andra östnationer senare) sågs som undermänniskor som inte hade några som helst politiska eller sociala rättigheter.
När Tyskland angrep Sovjetunionen i juni 1941 gick dessa områden snart över under tysk kontroll (se även ovan: "Polen under tysk ockupation"). I samband med Operation Bagration i juni 1944 påbörjade Sovjet en serie av offensiver som ledde till den slutliga befrielsen av Ukrainas och Vitrysslands västra territorier (tidigare östra Polen) från nazisterna.

## Ändrade gränser

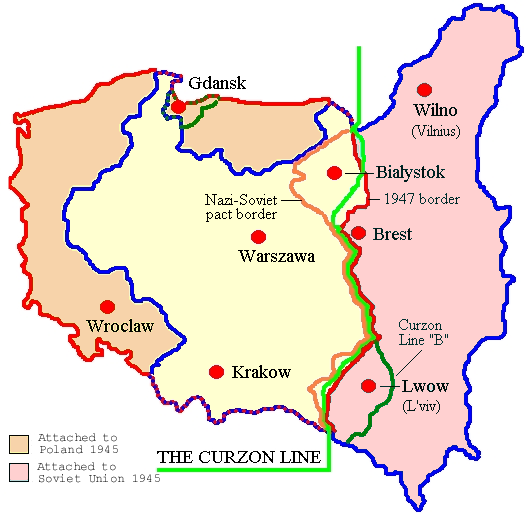
Polens gränser före och efter kriget. Blåa polska områden som blev övertagna av Sovjetunionen, och de gula är tyska områden övertagna av Polen.

Den slutliga omdragningen av Polens gränser skedde i samband med de allierades möten i Moskva (1942), Teheran (1943), Jalta (1945) och Potsdam (1945) och Polens nya östgräns gick längs med Curzonlinjen som föreslagits av Storbritannien 1920. Områden som hade kommit att tillhöra Ryssland efter de tre polska delningarna 1772, 1793 och 1795 (se Polens sista delning) och fram till slutet av första världskriget, men som erövrades av Polen i det polsk-ryska kriget, kom att även i fortsättningen att tillhöra Sovjetunionen. Dessa områden var huvudsakligen icke-polska etniskt sett (ca 65 % av befolkningen var icke-polacker), med några få undantag som till exempel de forna polska kulturstäderna Wilno/Vilnius (som Polen hade tagit från Litauen under 1920-talet) och Lwów/Lviv i västra Ukraina. Polen tilldelades i gengäld en liten del tidigare tyska områden i väst och förlorade på detta avtal mycket stora landområden till Sovjet och dessa gränser gäller även gentemot det sedan 1990 återförenade Tyskland.
Den polska exilregeringen accepterade aldrig gränsändringen och denna skedde ovanför polackernas huvud. Franklin Roosevelts och Winston Churchills avtal med Josef Stalin kom också vid krigets slut att medföra att den prokommunistiska regeringen erkändes av USA och Storbritannien. Följden blev att polska armén, flygvapnet och flottan som under krigets lopp betraktades som de bästa soldaterna (enligt fältmarskalken Harold Alexander och med epitetet som "the Glamour Boys of England", om de polska flygarässen), inte blev inbjudna till segerparaden i London 1945. Drottningen Elizabeth II uttryckte det så här femtiofem år efter Slaget om Storbritannien: "Om Polen inte hade stått vid vår sida dessa dagar [...] kunde frihetens ljus ha blivit släckt.".
När den amerikanske presidenten Harry S. Truman, som ersatte den avlidne Roosevelt, öppnade initieringskonferensen för Förenta Nationerna (FN) i San Francisco i april 1945 fanns inte Polen bland de fyrtiofyra inbjudna länderna. Villkoret för att medlemskap i FN var att landet förklarat krig mot Nazityskland. Länder som till en början stödde Hitler, men senare bytte sida, bjöds in: Sovjetunionen (samarbetade med och stödde Hitler 1939-1941, men var sedan 1941 på de allierades sida), Italien (som byte sida 1943) och Rumänien (som byte sida i sista stund 1944), men inte Polen som slagits mot Hitler från den första till sista dagen av kriget i Europa. Anledningen var samma som när Polen skänktes till Stalin vid Teherankonferensen och Jaltakonferensen, att Roosevelt och Truman inte ville reta upp Stalin. I San Francisko kom pianisten Artur Rubinstein att demonstrera genom att, efter att ha spelat den amerikanska nationalhymnen, säga att han bland de 44 flaggorna inte såg sitt lands flagga, varefter han uppförde oannonserat "Än har Polen ej förlorat" till stormande applåder.
I och med att Polen tilldelades östliga tyska områden som kompensation för de områden som övertogs av Sovjetunionen, inleddes en gigantisk etnisk rensning i området – de olika folkgrupperna skulle flyttas till områden inom sina nationers gränser. Polacker kördes bort från Ukraina, Vitryssland och Litauen, liksom ukrainare och vitryssar från Polen, samt 1,3 miljoner tyskar från Polen till Tyskland. De drabbade fick en bara kort stund på sig att samla ihop sina viktigaste bärbara ägodelar. Efter omflyttningen blev det mycket små populationer av nationella minoriteter kvar i de berörda områdena. Polen, som före kriget var multietniskt och bestod av 68 procent polacker, blev 1946 i det närmaste ren polskt.